# Homostola abernethyi
Homostola abernethyi là một loài nhện trong họ Cyrtaucheniidae. Loài này phân bố ờ Nam Phi.